# Bitva u Dolních Věstonic
Bitva u Dolních Věstonic se odehrála 5. srpna 1619 u Dolních Věstonic na Moravě. Byla to jedna z bitev, v nichž konfederační stavy během českého stavovského povstání zvítězily. Střetli se zde císařský důstojník Jindřich Duval Dampierre, který táhl skrz bojem neponičenou Moravu, a moravský plukovník Fridrich z Tiefenbachu, který byl vyslán, aby Dampierrovo dobývání zastavil. Bitva byla nad poměry tvrdá a nekompromisní, dokonce došlo k boji muže proti muži.

## Průběh
Na konci července se oddělil Dampierre od Buquoyovy armády, aby napadl Moravské markrabství, které již bylo nepřátelské, ale k žádným bojům nedošlo. Dampierre disponoval asi osmi tisíci muži, včetně oddílů Albrechta z Valdštejna a Maxmiliána z Lichtenštejna. Nejprve vytáhl na Mikulov a pokračoval dále, plenil a pálil. Od Dolních Věstonic vytlačil Tiefenbachův oddíl, který ustoupil za Dyji a nechal strhnout most. Dampiere přebrodil řeku a 5. srpna 1619 se střetl s 3600 jezdci Tiefenbacha a 1300 jezdci Ladislava Velena z Žerotína.
| „ | Poněvadž však jízda Moravanů přispěla pěchotě právě včas na pomoc, pročež teprve přišlo z obojí strany k tuhému potýkání na jakýchsi lukách, že po čtyřikrát do sebe živě vráželi, ale pokaždé museli císařští ustupovat, ne bez ztráty svých, před Moravany. | “ |

Ačkoli moravské jednotky byly slabší, svou agresivní taktikou dokázaly výrazně poškodit nepřítele. Navíc Tiefenbach, dobrý stratég, si ponechal část mužů v záloze a použil je na konci několikahodinové bitvy, kdy už na obou stranách docházelo střelivo. Toto vítězství napravilo stavovskou reputaci, pošramocenou bitvou u Záblatí. Dampiere ustoupil na lednické panství Karla z Lichtenštejna.

## Následující události
Nicméně sám Dampierre neztratil svoji bojechtivost a 29. srpna vyplenil okolí Břeclavi, Bílovic a Vlasatic. Vzhledem k tomuto počínání se obávali čeští stavové, aby nenapadl nějaké další velké město, byla zde možnost obsazení Brna a Špilberku. Mezitím se Karel Bonaventura Buquoy stáhl z Českých Budějovic do Rakous a poté se 18. října u Břeclavi spojil s Dampierrem.
Toto nebezpečí odvrátil Jindřich Matyáš Thurn, když se vydal již potřetí na Vídeň a Gabriel Betlen, který se také vydal na Rakousy. Takže se císařští museli stáhnout. Na druhou stranu v této době také vyslal katolík a polský král Zikmund III. lisovčíky na pomoc svému příbuznému Ferdinandovi do Horních Uher, takže Bethlen se musel stáhnout také.